# Рудина планина (Знеполе)
 Тази статия е за планината в Сърбия и България.  За планината в Краище вижте Рудина планина (Краище).  
Рудина планина или Знеполска Рудина е гранична планина в България и Сърбия, част от Руйско-Верилската планинска редица. На българска територия са разположени част от южните ѝ склонове. От юг се ограничава от река Ерма, на изток достига до прохода Дъсчан кладенъц (около 1260 м н.в.), където са изворите на Попова р., която по-късно протича през разположеното в полите на планината с. Милославци.
Знеполска Рудина би могла да се разглежда като отделна от Руй планина, от една страна поради морфографските ѝ особености (източно от вр. Дъсчан кладенъц 1241 м. започва издигането на куполообразния масив на Руй планина), от друга поради това, че на север представлява орографски ясно изразен масив. На сръбска територия долината на р. Левача отделя северните склонове на Руй от тези на Рудина. Билото на запад преминава през върховете Голема Столица (1257 м., котата е малко южно от главното било), Погледец (1259), Щърби камик (1479), Белева поляна (1273), Барнос (1441), Песчана чука (1434), Пипел (1453), Карачев камик (1478) и Голема Рудина (1486), след което границата свива остро в южна посока и достига река Ерма.
На запад дълбоката долина на Преслапска река я отделя от планината Грамада (в Сърбия).
Реките са къси (малко по-дълги са само граничната Попова река и извиращата под Щърби камик Беловечка река) и с непостоянен отток.
Склоновете на Знеполска Рудина и на юг и на север са стръмни, преобладаващите гори са букови, тук-там примесени с иглолистни видове, залесявани в местностите с активна ерозия.
Местностите Барнос и Дъсчан кладенац остават в историята със защитата на Трън в Сръбско-българската война през 1885 година.